# Anna Hill Johnstone
Anna Hill Johnstone (* 7. April 1913 in Greenville, South Carolina; † 16. Oktober 1992 in Lenox, Massachusetts) war eine US-amerikanische Kostümdesignerin. Johnstone, die sowohl für Filmproduktionen als auch für Theaterinszenierungen Kostüme entwarf, war zweimal für den Oscar nominiert.

## Leben
Anna Hill Johnstone besuchte das Barnard College in New York City, dass sie 1934 mit einem Abschluss verließ.
Johnstone begann ihre Karriere am Broadway, wo sie zunächst als Assistentin verschiedener Kostümdesigner wie Irene Sharaff und Lucinda Ballard tätig war. Erstmals als hauptverantwortliche Kostümdesignerin arbeitete Johnstone 1946 bei der Produktion Temper in the Wind, die von Dezember 1946 bis Januar 1947 im Playhouse Theatre aufgeführt wurde. Sie entwarf die Kostüme für große Produktionen wie Anna Hill Johnstone von Tennessee Williams und Nach dem Sündenfall, basierend auf dem gleichnamigen Werk Arthur Millers.
Bei Filmproduktionen arbeitete sie mehrfach für Sidney Lumet und Elia Kazan.
Johnstone war mehr als 50 Jahre mit Curville Jones Robinson verheiratet.

## Filmografie (Auswahl)
- 1948: Jenny (Portrait of Jennie)
- 1954: Die Faust im Nacken (On the Waterfront)
- 1955: Jenseits von Eden (East of Eden)
- 1956: Baby Doll
- 1957: Das Gesicht in der Menge (A Face in the Crowd)
- 1966: Die Clique (The Group)
- 1968: Die Nacht, als Minsky aufflog (The Night They Raided Minsky’s)
- 1970: Zwei dreckige Halunken (There Was a Crooked Man...)
- 1971: Wer ist Harry Kellerman? (Who Is Harry Kellerman and Why Is He Saying Those Terrible Things About Me?)
- 1972: Der Pate (The Godfather)
- 1972: Mach’s noch einmal, Sam (Play it again, Sam)
- 1975: Die Frauen von Stepford (The Stepford Wives)
- 1976: Öl (The Next Man)
- 1981: Ragtime
- 1987: Die Flucht ins Ungewisse (Running on Empty)

## Nominierungen
- Oscarverleihung 1973: Nominierung für das „Beste Kostümdesign“ für Der Pate
- British Academy Film Award 1973: Nominierung für das „Beste Kostümdesign“ für Der Pate
- Oscarverleihung 1982: Nominierung für das „Beste Kostümdesign“ für Ragtime